# 세손강서원
세손강서원(世孫講書院)은 왕세손에 교육을 맡았던 곳으로, 세종 30년(1448년) 3월 21일에 조선왕조실록에서는 '왕세손에 관속을 두다'라는 기록이 있다.

## 관직
| 품계  | 관직명     | 정원   |
| ----- | ---------- | ------ |
| 정4품 | 좌·우 익선 | 각 1인 |
| 정6품 | 좌·우 찬독 | 각 1인 |

## 참고 문헌
- 《조선왕조실록》